# Sunk Island
Sunk Island – wieś w Anglii, w hrabstwie East Riding of Yorkshire. Leży 20 km na południowy wschód od miasta Hull i 239 km na północ od Londynu. W 2001 miejscowość liczyła 224 mieszkańców.